# Giovanni Italo Greco
Giovanni Italo Greco (Reggio Calabria, 12 maggio 1896 – 16 agosto 1977) è stato un politico italiano, eletto nella I legislatura della Repubblica Italiana alla Camera.

## Biografia
Laureato in giurisprudenza, fu avvocato e giornalista. Alle elezioni del 18 aprile 1948 venne candidato ed eletto alla Camera con la Democrazia Cristiana nella circoscrizione Catanzaro-Cosenza-Reggio Calabria. A Montecitorio fu membro della Commissione difesa. Concluse il proprio mandato parlamentare nel giugno 1953.
Morì il 16 agosto 1977, all'età di 81 anni. In suo onore la città di Reggio Calabria ha poi intitolato una strada.